# Steve Eastin
Ronald Steve Eastin (Colorado, 22 giugno 1948) è un attore statunitense.

## Filmografia

### Cinema
- Joe Kidd, regia di John Sturges (1972) - non accreditato
- Cloud Dancer, regia di Barry Brown (1980)
- In amore si cambia (A Change of Seasons), regia di Richard Lang (1980)
- Il diavolo e Max (The Devil and Max Devlin), regia di Steven Hilliard Stern (1981)
- Night Warning, regia di William Asher (1981)
- Toccato! (Gotcha!), regia di Jeff Kanew (1985)
- Nightmare 2 - La rivincita (A Nightmare on Elm Street Part 2: Freddy's Revenge), regia di Jack Sholder (1985)
- L'alieno (The Hidden), regia di Jack Sholder (1987)
- L'uomo dei sogni (Field of Dreams), regia di Phil Alden Robinson (1989)
- Patto di sangue (Bound by Honor), regia di Taylor Hackford (1993)
- Guerre di robot (Robot Wars), regia di Albert Band (1993)
- Sliver, regia di Phillip Noyce (1993)
- L'alieno 2 (The Hidden II), regia di Seth Pinsker (1993)
- Wagons East, regia di Peter Markle (1994)
- Un colpo da campione (The Scout), regia di Michael Ritchie (1994)
- Ed - Un campione per amico (Ed), regia di Bill Couturié (1996)
- Con Air, regia di Simon West (1997)
- Little Bigfoot 2: The Journey Home, regia di Art Camacho (1998)
- Trappola esplosiva (Diplomatic Siege), regia di Gustavo Graef Marino (1999)
- Austin Powers - La spia che ci provava (Austin Powers: The Spy Who Shagged Me), regia di Jay Roach (1999)
- Alto tradimento (Stealth Fighter), regia di Jim Wynorski (1999)
- Agent Red, regia di Damian Lee (2000)
- Prova a prendermi (Catch Me If You Can), regia di Steven Spielberg (2002)
- Il risolutore (A Man Apart), regia di F. Gary Gray (2003)
- Il genio della truffa (Matchstick Men), regia di Ridley Scott (2003)
- The Commission, regia di Mark Sobel (2003)
- Beat Boys Beat Girls, regia di Yariv Sponko – cortometraggio (2003)
- Shallow ground - Misteri sepolti (Shallow Ground), regia di Sheldon Wilson (2004)
- Atterraggio d'emergenza (Crash Landing), regia di Jim Wynorski (2005)
- Chiamata da uno sconosciuto (When a Stranger Calls), regia di Simon West (2006)
- Black Dahlia (The Black Dahlia), regia di Brian De Palma (2006)
- Rails & Ties - Rotaie e legami (Rails & Ties), regia di Alison Eastwood (2007)
- Hollywood Dot Com, regia di James Bruner (2007)
- The Coverup, regia di Brian Jun (2008)
- Locker 13: Down and Out, regia di Matthew Mebane – cortometraggio (2009)
- Tra le nuvole (Up in the Air), regia di Jason Reitman (2009)
- Jesus Comes to Town, regia di Kamal John Iskander – cortometraggio (2010)
- All Things Fall Apart, regia di Mario Van Peebles (2011)
- Clean Ops the Chronicles of V, regia di Bernard Gourley (2012)
- Watercolor Postcards, regia di Rajeev Dassani (2013)
- Lucky Charm, regia di Tom K. Jones – cortometraggio (2013)
- Killers of the Flower Moon, regia di Martin Scorsese (2023)

### Televisione
- Night Games, regia di Don Taylor (1974)
- Happily Ever After, regia di Robert Scheerer (1978)
- The Clone Master, regia di Don Medford (1978)
- Crisis in Mid-air, regia di Walter Grauman (1979)
- The Best Place to Be, regia di David Miller (1979)
- Trouble in High Timber Country, regia di Vincent Sherman (1980)
- La storia di Patricia Neal (The Patricia Neal Story), regia di Anthony Harvey e Anthony Page (1981)
- Il cowboy e la ballerina (The Cowboy and the Ballerina), regia di Jerry Jameson (1984)
- Il silenzio nel cuore (Silence of the Heart), regia di Richard Michaels (1984)
- Cuore di campione (Heart of a Champion: The Ray Mancini Story), regia di Richard Michaels (1985)
- Mirrors, regia di Harry Winer (1985)
- Streets of Justice, regia di Christopher Crowe (1985)
- Zona pericolo (Acceptable Risks), regia di Rick Wallace (1986)
- Il mostro (The Deliberate Stranger), regia di Marvin J. Chomsky (1986)
- Sister Margaret and the Saturday Night Ladies, regia di Paul Wendkos (1987)
- Desperado: Badlands Justice, regia di E.W. Swackhamer (1989)
- Codice Trinity: attacco all'alba (By Dawn's Early Light), regia di Jack Sholder (1990)
- 13º piano: fermata per l'inferno (Nightmare on the 13th Floor), regia di Walter Grauman (1990)
- Perfect Crimes, regia di Armand Mastroianni (1991)
- Finché delitto non ci separi 2 (Her Final Fury: Betty Broderick, the Last Chapter), regia di Dick Lowry (1992)
- Annunci personali (Dying to Love You), regia di Robert Iscove (1993)
- The Positively True Adventures of the Alleged Texas Cheerleader-Murdering Mom, regia di Michael Ritchie (1993)
- Tonya & Nancy: The Inside Story, regia di Larry Shaw (1994)
- L'ultimo bersaglio (Last Man Standing), regia di Joseph Merhi (1995)
- The Rockford Files: If the Frame Fits..., regia di Jeannot Szwarc (1996)
- Per salvare Sara (Race Against Time: The Search for Sarah), regia di Fred Gerber (1996)
- I giustizieri (The Sweeper), regia di Joseph Merhi (1996)
- L'uomo sbagliato (Sleeping with the Devil), regia di William A. Graham (1997)
- The '60s, regia di Mark Piznarski (1999)
- Three Secrets, regia di Marcus Cole (1999)
- Peril, regia di David Giancola (2000)
- Burn, regia di Justin S. Monroe e Daniel L. Sullivan (2007)
- Compline, regia di Branson Turner (2009) - cortometraggio

### Serie TV
- Petrocelli – serie TV, 7 episodi (1974-1976)
- Wonder Woman – serie TV, episodio 2x08 (1977)
- La casa nella prateria (Little House on the Prairie) – serie TV, episodio 4x11 (1977)
- Mulligan's Stew – serie TV, episodio 1x05 (1977)
- Una famiglia americana (The Waltons) – serie TV, episodio 6x12 (1977)
- L'uomo da sei milioni di dollari (The Six Million Dollar Man) – serie TV, episodio 5x12 (1978)
- ABC Afterschool Specials – serie TV, episodio 6x07 (1978)
- CHiPs – serie TV, episodio 3x07 (1979)
- AfterMASH – serie TV, episodio 1x13 (1984)
- T.J. Hooker – serie TV, episodio 3x20 (1984)
- A cuore aperto (St. Elsewhere) – serie TV, episodio 3x05 (1984)
- A-Team (The A-Team) – serie TV, episodio 4x10 (1985)
- Hill Street giorno e notte (Hill Street Blues) – serie TV, episodio 6x09 (1985)
- Alfred Hitchcock presenta (Alfred Hitchcock Presents) – serie TV, episodio 1x09 (1985)
- Crazy Like a Fox – serie TV, episodio 2x12 (1986)
- I Colby (The Colbys) – serie TV, episodio 1x10 (1986)
- MacGyver – serie TV, episodio 2x03 (1986)
- Top Secret (Scarecrow and Mrs. King) – serie TV, episodi 2x03-4x12 (1984-1987)
- Moonlighting – serie TV, episodio 3x11 (1987)
- New York New York (Cagney & Lacey) – serie TV, episodio 6x21 (1987)
- Starman – serie TV, episodio 1x20 (1987)
- Buck James – serie TV, episodio 1x02 (1987)
- Houston Knights - Due duri da brivido (Houston Knights) – serie TV, episodio 2x09 (1987)
- La famiglia Hogan (Valerie) – serie TV, episodio 4x01 (1988)
- Una famiglia come le altre (Life Goes On) – serie TV, episodi 1x01-1x06-1x10 (1989)
- Mancuso, F.B.I. (Mancuso FBI) – serie TV, episodio 1x08 (1989)
- Il tempo della nostra vita (Days of Our Lives) – serie TV, episodio 1x6208 (1990)
- Falcon Crest – serie TV, episodio 9x21 (1990)
- Matlock – serie TV, episodio 5x10 (1990)
- New Adam-12 (The New Adam-12) – serie TV, episodio 1x21 (1991)
- E giustizia per tutti (Equal Justice) – serie TV, 5 episodi (1990-1991)
- FBI: The Untold Stories – serie TV, 1 episodio (1991)
- Seinfeld – serie TV, episodio 4x03-4x04 (1992)
- Doogie Howser (Doogie Howser, M.D.]) – serie TV, episodio 4x18 (1993)
- Wings – serie TV, episodio 4x18 (1993)
- Avvocati a Los Angeles (L.A. Law) – serie TV, episodio 7x20 (1993)
- Bayside School - Un anno dopo (Saved by the Bell: The College Years) – serie TV, episodio 1x00 (1993)
- La famiglia Brock (Picket Fences) – serie TV, episodio 3x03 (1994)
- X-Files (The X Files) – serie TV, episodio 2x10 (1994)
- Ultraman: The Ultimate Hero – serie TV, episodio 1x06 (1994)
- Lois & Clark - Le nuove avventure di Superman (Lois & Clark: The New Adventures of Superman) – serie TV, episodio 2x11 (1995)
- E.R. - Medici in prima linea (ER) – serie TV, episodio 1x16 (1995)
- Il commissario Scali (The Commish) – serie TV, episodio 5x01 (1995)
- Murphy Brown – serie TV, episodio 8x20 (1996)
- Un detective in corsia (Diagnosis Murder) – serie TV, episodi 3x03-3x17 (1995-1996)
- Jarod il camaleonte (The Pretender) – serie TV, episodio 1x06 (1996)
- Murder One – serie TV, episodio 2x13 (1997)
- Beyond Belief: Fact or Fiction – serie TV, 2 episodi (1997)
- Melrose Place – serie TV, episodio 6x12 (1997)
- Murder One: Diary of a Serial Killer – serie TV, 6 episodi (1997)
- Ask Harriet – serie TV, episodio 1x04 (1998)
- JAG - Avvocati in divisa (JAG) – serie TV, episodi 2x05-3x16 (1997-1998)
- Pensacola - Squadra speciale Top Gun (Pensacola: Wings of Gold) – serie TV, episodio 1x18 (1998)
- Profiler - Intuizioni mortali (Profiler) – serie TV, episodio 3x18 (1999)
- Giudice Amy (Judging Amy) – serie TV, episodio 1x17 (2000)
- Chicago Hope – serie TV, episodio 6x20 (2000)
- Da un giorno all'altro (Any Day Now) – serie TV, episodio 3x04 (2000)
- Felicity – serie TV, episodio 3x11 (2000)
- The Division – serie TV, episodio 1x13 (2001)
- Black Scorpion – serie TV, 4 episodi (2001)
- NYPD - New York Police Department (NYPD Blue) – serie TV, episodio 9x02 (2001)
- The District – serie TV, episodio 2x08 (2001)
- Providence – serie TV, episodio 4x21 (2002)
- Senza traccia (Without a Trace) – serie TV, episodio 1x17 (2003)
- The Guardian – serie TV, episodio 3x09 (2003)
- The Handler – serie TV, episodio 1x15 (2004)
- Una mamma per amica (Gilmore Girls) – serie TV, episodi 2x17-5x11 (2002-2005)
- Vanished – serie TV, episodio 1x02 (2006)
- Saving Grace – serie TV, episodio 1x06 (2007)
- Cold Case - Delitti irrisolti (Cold Case) – serie TV, episodio 7x12 (2010)
- NCIS - Unità anticrimine (NCIS: Naval Criminal Investigative Service) – serie TV, episodio 7x22 (2010)
- Dexter – serie TV, episodi 5x01-5x02-5x12 (2010)
- In Plain Sight - Protezione testimoni (In Plain Sight) – serie TV, episodi 5x06-5x07 (2012)
- Legit – serie TV, episodio 2x01 (2014)
- Dipsticks – serie TV, episodio 1x02 (2017)

## Doppiatori italiani
Nelle versioni in italiano delle opere in cui ha recitato, Steve Eastin è stato doppiato da:
- Glauco Onorato in Prova a prendermi, Senza traccia
- Oliviero Dinelli in La casa nella prateria
- Gianni Marzocchi in Top Secret (ep. 2x03)
- Raffaele Uzzi in Toccato!
- Gerolamo Alchieri in L'uomo dei sogni
- Luigi Montini in X-Files
- Carlo Baccarini in Profiler - Intuizioni mortali
- Renato Mori ne Il risolutore
- Nicola Braile in Atterraggio d'emergenza
- Sergio Tedesco in Rails & Ties - Rotaie e legami
- Renato Cortesi in Cold Case - Delitti irrisolti
- Emidio La Vella in Killers of the Flower Moon